# زهرا شجاعی
زهرا شجاعی (۳ تیر ۱۳۳۵ – ۷ فروردین ۱۴۰۳) سیاست‌مدار و فعال حقوق زنان اصلاح‌طلب ایرانی بود. او در دولت خاتمی، ریاست مرکز امور مشارکت زنان را بر عهده داشت. او در دانشگاه تهران و دانشگاه الزهرا تدریس کرده است و پیش از قبول مسئولیت در دولت خاتمی، مشاور وزیر کشور و وزیر آموزش و پرورش بوده است.
او در سال ۱۴۰۰ به‌عنوان کاندیدای انتخابات ریاست‌جمهوری سال ۱۴۰۰ ایران ثبت‌نام کرد.

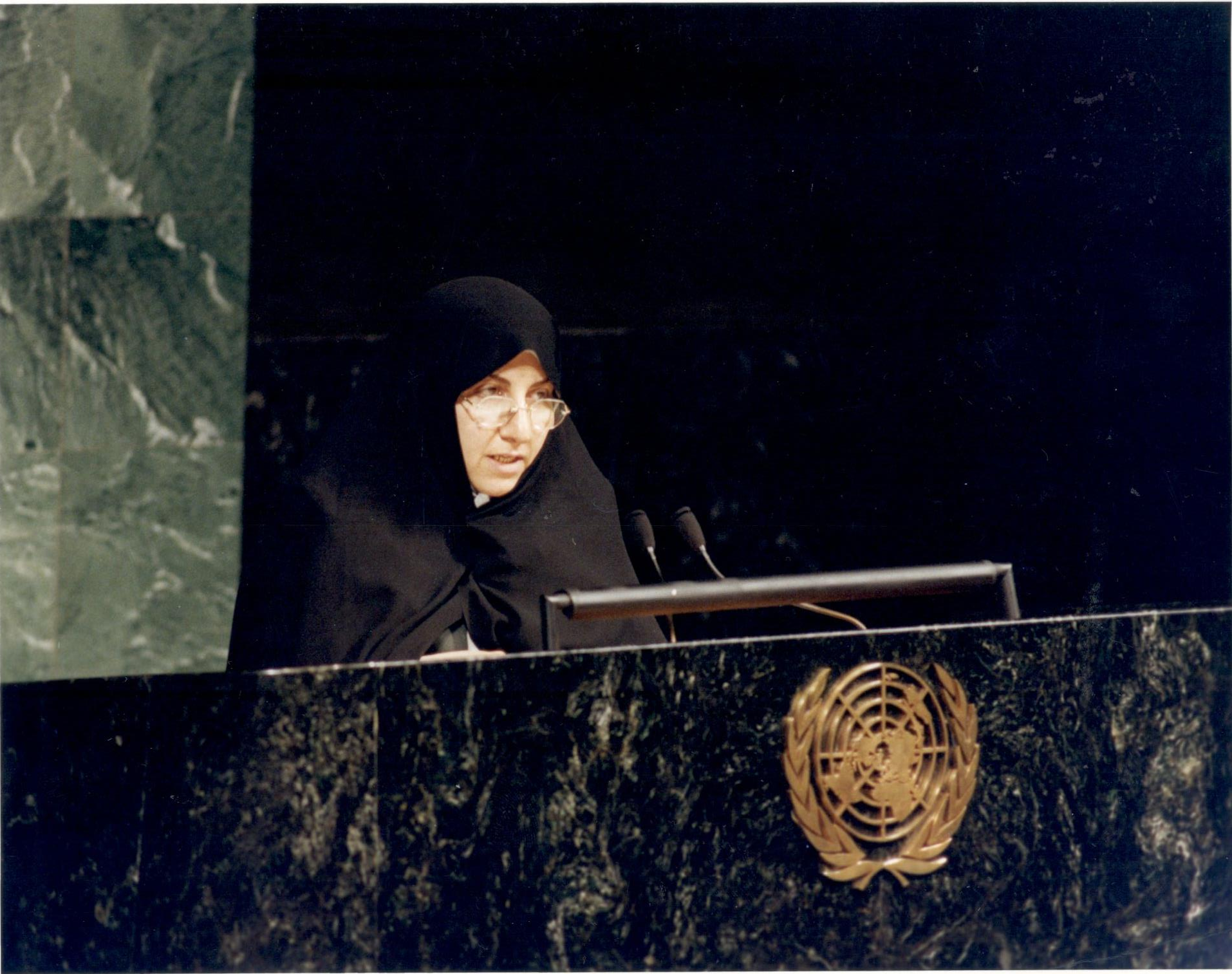
زهرا شجاعی در مجمع عمومی سازمان ملل متحد، ۱۳۸۳

1. ↑  «فوری/ زهرا شجاعی، عضو مجمع زنان اصلاح‌طلب درگذشت». خبرآنلاین. ۷ فروردین ۱۴۰۳. دریافت‌شده در ۲۶ مارس ۲۰۲۴.
2. ↑  ««زهرا شجاعی» رئیس کتابخانه ملی می‌شود؟». پایگاه فرهنگ. ۱۷ آبان ۱۳۹۵. بایگانی‌شده از اصلی در ۱۲ نوامبر ۲۰۱۶. دریافت‌شده در ۱۸ فوریه ۲۰۱۷.
3. ↑  «زهرا شجاعی داوطلب انتخابات ریاست جمهوری شد | برای تحقق تفسیر عملی و رسمی اصل ۱۱۵ قانون اساسی از واژه «رجال» به میدان آمده‌ام». همشهری آنلاین. ۲۰۲۱-۰۵-۱۵. دریافت‌شده در ۲۰۲۵-۰۲-۲۰.

## ترک برنامه زنده تلویزیون
در ۱۱ بهمن ۱۴۰۰ زهرا شجاعی، معصومه ابتکار، شهیندخت مولاوردی به یک برنامه تلویزیونی دعوت شدند تا دربارهٔ اقدامات خود در دوران مسئولیت برای حمایت از زنان، دختران و خانواده انجام داده‌اند یک گزارش به مردم دهند و همچنین پاسخ انتقادات وارد شده در دوران مسولیت‌شان را بدهند. برنامه فقط با حضور زهرا شجاعی و شهیندخت مولاوردی برگزار شد و معصومه ابتکار از شرکت در برنامه سر باز زد. اشاره به اقدامات زهرا شجاعی، معصومه ابتکار و شهیندخت مولاوردی دربارهٔ موضوعاتی مانند سیاست‌گذاری در حوزه زنان، اجرای برنامه اقدام محلی- تغییر جهانی، کودک همسری و روسپی‌گری، سلامت زنان و رفتارهای پرخطر با تمرکز بر تن‌فروشی، اجرای برنامه یونیسف برای حمایت از کارگران جنسی و روسپی‌گری، حمایت از هم‌جنسگرایان و براندازان، دیدار با جاسوسان امنیتی و مسائل بسیار دیگر از سوی زنان منتقد مطرح شد. زهرا شجاعی و شهیندخت مولاوردی پس از خلف وعده مجربان برنامه در اختصاص زمان کافی برای پاسخگویی و مصاحبه تلفنی با منتقد قبلی، برنامه زنده تلویزیونی را ترک کردند. زهرا شجاعی و شهیندخت مولاوردی به ترک برنامه اکتفا نکردند تا جایی که یک وکیل دادگستری از شکایت آن دو به اضافه معصومه ابتکار از رئیس صدا وسیما خبر داد. زهرا شجاعی گفت: مسئله اتهاماتی که در برنامه قبل زده شد، قضائی خواهد شد، چون قصد دارم از اتهام زنندگانی که در برنامه قبلی جهان‌آرا حضور داشتند شکایت کنم؛ آزادی بیان حد و حدودی دارد و اتهامی که زده شد، در فقه اسلامی مجازات دارد.